# 胡永生
胡永生（？—）籍贯不详，中国人民解放军少将。

## 生平
胡永生曾长期担任驻吉林省白城市的中国人民解放军第三十一试验训练基地政委职务。2016年，调任新组建的中国人民解放军中部战区陆军副政委。2017年4月，任中国人民解放军河南省军区政委。